# Mpophomeni
Mpophomeni is een plaats in de Zuid-Afrikaanse provincie KwaZoeloe-Natal.
Mpophomeni telt ongeveer 31.000 inwoners.